# ROPE CLUB
ROPE CLUB（ロペクラブ）は、栃木県塩谷郡にあるゴルフ場である。

## 概要
「ROPE CLUB」は、栃木県の北部中央、かつて日本の地方行政区分だった令制国の一つであった下野国、塩谷郡の一橋徳川家が慶応4年に立藩して一橋藩となり、国府の下野国庁跡、国分寺・国分尼寺の下野国分寺跡などの遺構があるなど歴史に触れることが出来るロケーションの所である。
ROPE CLUBは、アパレルメーカーの佐々木忠のコース設計とジーン・サラゼン（Gene Sarazen）監修のもと、 1990年（平成2年）9月20日、開場された18ホールのリゾートコースである。
佐々木は、1958年（昭和33年）に設立されたジュンブランドの創業者である。ジーン・サラゼンは、メジャー7勝を含む通算39勝の伝説のプロゴルファーで、4つのメジャー全てに勝った初めてのキャリア・グランドスラム（Career Grand Slam）達成者である。栃木県那須郡那珂川町にある姉妹コースの「JUN CLASSIC COUNTRY CLUB（ジュンクラシックカントリークラブ）」（1975年（昭和50年）開場）も佐々木の設計とジーン・サラゼンの監修によって造られた。
コースは、全体的にはなだらかな丘陵地帯に広がった開放感のあるコースで、自由で斬新なデザインと着想のレイアウトではあるが戦略的である。初心者や女性でも楽しめるようにどこまでも広大なフェアウェイが広がり個性的な名物ホールも多い。
日本のプロゴルフメジャー大会の1つ、日本女子プロゴルフ協会主催競技でもあり、日本選手権大会に相当する、日本女子プロゴルフ選手権大会の開催実績がある。

## 所在地
〒329-2334 栃木県塩谷郡塩谷町大字大久保1859-1

## コース情報
- 開場日 - 1990年9月20日
- 設計者 - 佐々木 忠、ジーン・サラゼン（監修）
- コースタイプ - 丘陵コース
- コース - 18ホールズ、パー74、イエロールート6,749ヤード、レッドルート6,777ヤード、コースレート70.9
- フェアウェー - コウライ
- ラフ - ノシバ
- グリーン - 2グリーン、ニューベント
- ハザード - バンカー114、池が絡むホール3
- ラウンドスタイル - キャディ・セルフ選択可、キャディ付かセルフの選択制、いづれも乗用カート使用、乗用カート(5人乗り)リモコン式
- 練習場 - 30打席300ヤード
- 休場日 - 毎週月曜日、月曜日が祝日の場合は水曜日[3]

## ギャラリー
- コース - 「ROPE CLUB」、コースガイド、2021年8月25日閲覧
- ハウス - 「ROPE CLUB」、施設紹介、2021年8月25日閲覧

## 交通アクセス
- 鉄道 - 東北新幹線（JR東日本） - 宇都宮駅より タクシー利用 約50分[4]
- 道路 - 東北自動車道 - 矢板ICより 6Km[4]

## メジャー選手権
- 2001年（平成13年） - 第34回 日本女子プロゴルフ選手権大会[5]

## 競技開催実績
- 1990年（平成2年)　- 第13回 ジュンクラシック 1990[6]
- 1991年（平成3年)　- 第14回 ジュンクラシック 1991[7]
- 1992年（平成4年)　- 第15回 ジュンクラシック 1992[8]
- 1993年（平成5年)　- 第16回 ジュンクラシック 1993[9]
- 1994年（平成6年)　- 第17回 ジュンクラシック 1994[10]
- 1997年（平成9年)　- 第20回 ジュンクラシック 1997[11]
- 1998年（平成10年)　- 第21回 ジュンクラシック 1998[12]

## 関連文献
- 『コミックパーゴルフ』、「名物ホール拝見 ロペ倶楽部18番ホール」、学習研究社 編、東京 学習研究社、1990年11月、2021年8月25日閲覧
- 『ジュンクラシックカントリークラブ&ロペ倶楽部公式ガイドブック』、「東京 実業之日本社、1998年5月、2021年8月25日閲覧
- 『月刊ゴルフマネジメント』、「2000年代ゴルフ場の姿を探る(7)ジュンクラッシックカントリークラブ&ロペ倶楽部 ゴルフだけではない トータルで遊びを追求する」、東京 一季出版、1999年7月、2021年8月25日閲覧
- 『週刊ダイヤモンド Diamond weekly』、「Good Shot! 週刊ダイヤモンドが選んだ日本のベスト・コース150(45)第21位 ロペ倶楽部」、西澤忠著、東京 ダイヤモンド社、2003年3月29日、2021年8月25日閲覧
- 『ゴルフ場ガイド 東版』、2006-2007、「ロペ倶楽部」、東京 ゴルフダイジェスト社、2006年5月、2021年8月25日閲覧